# Erika Smortchevsky
 (avril 2025).
Si vous disposez d'ouvrages ou d'articles de référence ou si vous connaissez des sites web de qualité traitant du thème abordé ici, merci de compléter l'article en donnant les références utiles à sa vérifiabilité et en les liant à la section « Notes et références ».
Erika Smortchevsky est une joueuse canadienne de rugby à XV, née le 18 mai 1979, de 1,75 m pour 70 kg, occupant le poste de troisième ligne aile ou de deuxième ligne au Capilano RFC.

## Palmarès
(au 20.01.2025)
- 9 sélections en Équipe du Canada de rugby à XV féminin[1]
- participation à la Coupe du monde féminine de rugby à XV 2006.
- demi-finaliste et 4e place à la Coupe du monde féminine de rugby à XV 2006.